# Rượu Xuân Thạnh
Rượu Xuân Thạnh là một loại rượu nổi tiếng của Trà Vinh. Cùng với rượu Phú Lễ (Bến Tre) và rượu Gò Đen (Long An) tạo nên danh hiệu Tam đại danh tửu miền Tây (3 loại rượu nổi tiếng của vùng đất Tây Nam Bộ). Rượu Xuân Thạnh khoảng 60 độ, sủi tăm trong vắt, hương vị nồng nàn, hấp dẫn và không gây khó chịu cho người lỡ vui quá chén. Rượu do một số gia đình trong cùng một dòng tộc tại ấp Xuân Thạnh, xã Hòa Thuận, huyện Châu Thành nắm giữ bí quyết chưng cất và được sản xuất rất cầu kỳ, từ gạo nếp mùa truyền thống cùng với 14 loại men viên và 48 dòng nấm mốc gia truyền có hoạt tính đường hóa cao. Đặc biệt rượu Xuân Thạnh mà dùng với món trâu luộc cơm mẻ thì rất thú vị.